# 遵义市

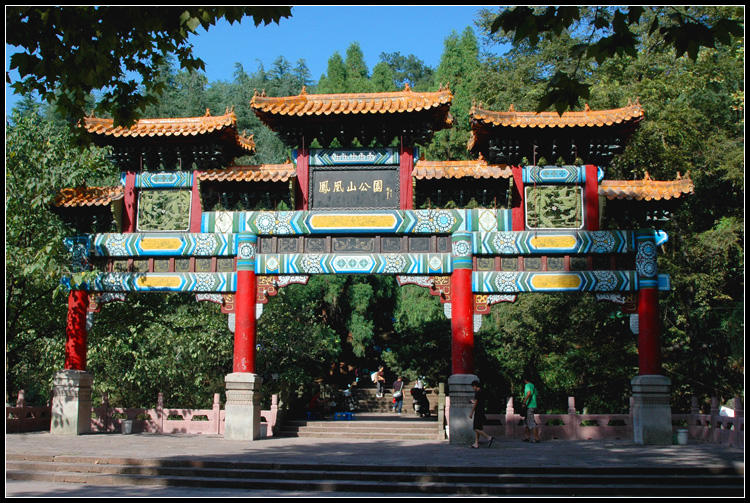
鳳凰山公園

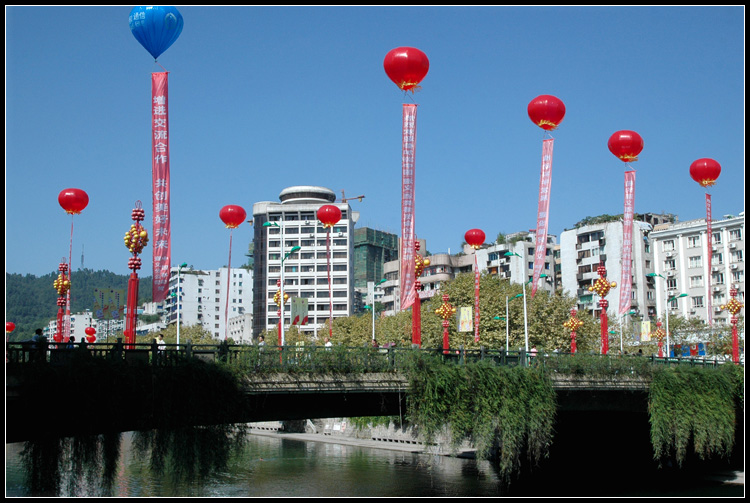
湘江

遵义市（汉语拼音：zūn yì），古称播州，是贵州省地级市、省域副中心城市，位于贵州省北部，云贵高原东北部，为贵州省第二大城市。北与重庆市接壤，南与贵阳市接壤，东与铜仁市和黔东南苗族侗族自治州相邻，东南与黔南布依族苗族自治州相邻，西南与毕节市相邻，西与四川省泸州市交界。地处云贵高原东北部大娄山，山脉以南为乌江中游丘陵，以北为云贵高原与四川盆地过渡带。乌江流经南面边界，主要河流还有湘江、湄江、芙蓉江、余庆河、六池河、赤水河、习水河、桐梓河等，均属长江水系。全市总面积30,767平方公里，2023年末统计户籍人口约829万，常住人口约658万，市人民政府驻新蒲新区。
遵义是中国首批国家历史文化名城，中国西南地区新兴工业城市和重要农产品生产基地，黔北政治、经济、文化中心。“遵义”之名相传出自《尚书》：“无偏无陂，遵王之义”。

## 历史

### 古代
古为梁州之域。春秋战国时期，曾是巴、蜀、夜郎等邦国的领地。汉建元六年（前135年）置犍为郡，治鳖县。元鼎六年（前111年）隶牂柯郡。
唐貞觀元年（627年）置郎州及恭水县。贞观十三年（639年）改为播州。贞观十四年（640年）改恭水县为罗蒙县。贞观十六年（642年），罗蒙县更名为遵义县（治所在今遵义市绥阳县境）。晚唐时，杨氏家族世袭播州刺史职位，形成播州杨氏土司政权，一直沿袭至明朝末年。
北宋大觀二年（1108年）置遵义军。宣和三年（1121年）废播州、遵义军。南宋嘉熙三年（1239年）设播州安抚司。
元至元二十八年（1291年）升为播州宣抚司。
明洪武五年（1372年）改置播州宣慰司，改属四川省。洪武十五年（1382年）隶属贵州都司。洪武二十七年（1394年）又改属四川省。万历二十八年（1600年），明朝政府平定杨氏土司杨应龙的叛乱，对播州宣慰司进行改土归流；置遵义军民府（隶四川）、平越军民府（隶贵州），同时以播州长官司置遵义县（今遵义市城区），唐朝遵义县境置绥阳县。
清康熙二十六年（1687年）改遵义军民府为遵义府。雍正六年（1728年），遵义府由四川省划归贵州省。

### 近代
民国二年（1913年），废弃府的建置，县属黔中道。民国二十四年（1935年）贵州省设11个行政督察区，黔北为第五行政督察区，专员公署先设桐梓，后迁遵义县城（即今红花岗区）。

### 现代
中华人民共和国成立后，1949年11月遵义解放，“第五行政督察区”改为遵义专区，后称遵义地区，为省政府派出机构，并以原遵义县城区为基础新建遵义市。1950年析遵义县城置遵义市，由遵义专区领导，1951年曾撤并，1952年复置。1970年遵义专区改称遵义地区。1997年6月，撤销遵义地区，改设地级遵义市，原县级遵义市改为红花岗区；赤水市、仁怀市为省辖市，由遵义市代管。2004年，由红花岗区和遵义县北部划出部分地区，在原遵义经济技术开发区的基础上新成立汇川区。2009年5月4日，由遵义市红花岗区新蒲镇和遵义县新舟镇组成的新蒲新区挂牌成立。2016年3月，撤销遵义县，设立播州区。
2020年中国南方水灾期间，6月11日07时至12日07时，遵義正安县碧峰镇降264.6毫米特大暴雨，最大小时降雨163.3毫米，一小时降雨破贵州歷史紀錄。截至6月13日末，8人死亡5人失联。2020年截至6月末，全國最大1小时雨量第二名就是遵义正安县碧峰镇163.8毫米，在6月12日。（首名是广东广州黄埔大桥168毫米，在5月22日）

## 地理
遵义市（地级市）位于中国西南部，贵州省北部，云贵高原东北部。地理位置在北纬27°8´－29°12´、东经105°36´－108°13´之间。市域东西绵延254千米，南北相距230.5千米。全市国土面积30,762平方千米，为贵州省总面积的17.5％。北依娄山，与重庆綦江隔山相望，南临乌江，可谓黔川要道之咽喉，黔北重镇。
遵义属高原亚热带季风气候，四季分明，季风影响较重。冬季微凉，低温有时降下0℃。夏季闷热，高温约为30℃。日照时数很少，仅为1,050小时。

### 山脉
大娄山山脉构成市内地形的主要骨架。此山脉西起毕节地区，东北延伸至四川省境，既是乌江水系与赤水河的分水岭，又是贵州高原与四川盆地的界山。其中横亘本市中部的一段，呈现向南东突出的弧状，海拔在1,500米－2,000米之间，相对高差多在500米以上。山势北陡南缓。最高峰金佛山，海拔2,251米，位于重庆市南川区。遵义境内著名山峰有汇川区境内的金鼎山，海拔1,608米；绥阳县宽阔水太阳山，海拔1,755米。著名的娄山关，处于大娄山主脉的脊梁上，东西两侧为小尖山锁峙，气势磅礴，十分险要，古人称此关为“万峰插天，中通一线”，历来为兵家必争之地，为川黔交通锁钥。隘口海拔1,226米，南北高差为400米的峡谷，川黔国道蜿蜒穿过关口，川黔铁路和崇遵（兰海）高速公路则从娄山腹内穿隧道而过。

### 自然资源
- 河流与水资源：全市河流均属长江流域。以大娄山山脉为分水岭，把全市河流分为乌江、赤水河和綦江三大水系。水能资源蕴藏量为350.60万千瓦，可开发量为452万千瓦，是贵州省水能资源较丰富的地区之一。
- 矿产资源：市内已探明的矿产有60多种。其中15种藏量居贵州省首位。煤、锰、铝土、汞、硫铁矿有“五朵金花”之称。铝土矿已探明储量和工业保有量居全国同类地区第二、矿石质量居全国之首。探明有硫铁矿3.27亿吨，锰矿5,399万吨，镓矿4,609.6万吨，页岩2,178.5万吨等。
- 生物资源：全市森林面积149.37万公顷，森林覆盖率53.9％。高于贵州省和全国比率。仅全市15个自然保护区内，即有野生植物251科831属2,894种，其中国家重点保护野生植物一级9种，二级29种，省级重点保护野生植物39种；列入《濒危野生动植物种国际贸易公约》附录Ⅱ的兰科植物有20种。自然保护区内有野生动物87科314种，其中国家重点保护野生植物一级4种，二级34种。银杉、桫椤、珙桐、金花茶、黑叶猴、白冠长尾雉、大灵猫等都是被列为国家一、二级重点保护的珍稀动植物。
- 种植养殖：遵义市的粮、油、烟、畜、茶、竹、中药材，均为重要和特色资源，素有“黔北粮仓”之称。烟叶质量优良，是全国三大优质烟区之一。楠竹为全国七大主产区之一。药用植物，已搜集到的有2,048种，其中常用中药材200种以上，五倍子占全省的五分之一、全国的六分之一。天麻、杜仲、吴茱萸、石斛、黄连被列为贵州五大名药。赤水金钗石斛是国内唯一获得国家地理标志保护的石斛品种。盛产朝天椒的绥阳县，被誉为中国辣椒之乡。

### 气候
遵义属高原亚热带季风气候，四季分明，季风影响较重。冬季微凉，低温有时降下0℃。夏季闷热，高温约为30℃。日照时数很少，仅为1,050小时。遵义市年平均气温15.1℃，比昆明市高0.6℃。 因此遵义市冬无严寒，夏无酷暑，雨量丰沛，气候宜人。 春季（3～5月）：春暖风和而时有倒春寒；季平均气温15.3℃左右，总降水量接近300mm。 春季气温回暖较早，晴天日数增多，一般在4月初稳定通过≥10℃初日，但气候极不稳定，3月下旬到4月上旬常常有倒春寒出现。
| 遵义市气象数据（1971年至2000年） | 遵义市气象数据（1971年至2000年） | 遵义市气象数据（1971年至2000年） | 遵义市气象数据（1971年至2000年） | 遵义市气象数据（1971年至2000年） | 遵义市气象数据（1971年至2000年） | 遵义市气象数据（1971年至2000年） | 遵义市气象数据（1971年至2000年） | 遵义市气象数据（1971年至2000年） | 遵义市气象数据（1971年至2000年） | 遵义市气象数据（1971年至2000年） | 遵义市气象数据（1971年至2000年） | 遵义市气象数据（1971年至2000年） | 遵义市气象数据（1971年至2000年） |
| 月份                             | 1月                              | 2月                              | 3月                              | 4月                              | 5月                              | 6月                              | 7月                              | 8月                              | 9月                              | 10月                             | 11月                             | 12月                             | 全年                             |
| -------------------------------- | -------------------------------- | -------------------------------- | -------------------------------- | -------------------------------- | -------------------------------- | -------------------------------- | -------------------------------- | -------------------------------- | -------------------------------- | -------------------------------- | -------------------------------- | -------------------------------- | -------------------------------- |
| 历史最高温 °C（°F）              | 26.4 (79.5)                      | 31.1 (88.0)                      | 33.0 (91.4)                      | 37.6 (99.7)                      | 36.5 (97.7)                      | 35.1 (95.2)                      | 37.6 (99.7)                      | 38.7 (101.7)                     | 36.6 (97.9)                      | 33.2 (91.8)                      | 28.0 (82.4)                      | 24.7 (76.5)                      | 38.7 (101.7)                     |
| 平均高温 °C（°F）                | 7.6 (45.7)                       | 9.4 (48.9)                       | 14.6 (58.3)                      | 20.7 (69.3)                      | 24.5 (76.1)                      | 27.2 (81.0)                      | 30.1 (86.2)                      | 30.0 (86.0)                      | 25.8 (78.4)                      | 20.4 (68.7)                      | 15.1 (59.2)                      | 10.2 (50.4)                      | 19.6 (67.3)                      |
| 日均气温 °C（°F）                | 4.5 (40.1)                       | 6.0 (42.8)                       | 10.3 (50.5)                      | 15.8 (60.4)                      | 19.7 (67.5)                      | 22.7 (72.9)                      | 25.1 (77.2)                      | 24.6 (76.3)                      | 21.0 (69.8)                      | 16.2 (61.2)                      | 11.3 (52.3)                      | 6.7 (44.1)                       | 15.3 (59.6)                      |
| 平均低温 °C（°F）                | 2.6 (36.7)                       | 3.9 (39.0)                       | 7.5 (45.5)                       | 12.5 (54.5)                      | 16.3 (61.3)                      | 19.4 (66.9)                      | 21.4 (70.5)                      | 20.8 (69.4)                      | 17.8 (64.0)                      | 13.4 (56.1)                      | 8.9 (48.0)                       | 4.3 (39.7)                       | 12.4 (54.3)                      |
| 历史最低温 °C（°F）              | −7.1 (19.2)                      | −5.4 (22.3)                      | −3.2 (26.2)                      | 1.6 (34.9)                       | 7.5 (45.5)                       | 10.9 (51.6)                      | 13.7 (56.7)                      | 14.7 (58.5)                      | 9.4 (48.9)                       | 3.8 (38.8)                       | −1.2 (29.8)                      | −5.5 (22.1)                      | −7.1 (19.2)                      |
| 平均降水量 mm（）                | 26.0 (1.02)                      | 21.1 (0.83)                      | 36.8 (1.45)                      | 87.3 (3.44)                      | 152.7 (6.01)                     | 199.4 (7.85)                     | 153.4 (6.04)                     | 137.3 (5.41)                     | 100.6 (3.96)                     | 94.3 (3.71)                      | 44.5 (1.75)                      | 21.0 (0.83)                      | 1,074.4 (42.3)                   |
| 平均降水天数（≥ 0.1 mm）         | 16.1                             | 14.5                             | 16.7                             | 17.8                             | 18.3                             | 17.1                             | 13.4                             | 13.0                             | 13.9                             | 16.0                             | 13.6                             | 11.9                             | 182.3                            |
| 平均相對濕度（％）               | 83                               | 81                               | 80                               | 79                               | 78                               | 79                               | 77                               | 77                               | 79                               | 82                               | 81                               | 80                               | 80                               |
| 月均日照時數                     | 27.8                             | 29.4                             | 55.1                             | 90.0                             | 102.5                            | 103.3                            | 171.2                            | 182.3                            | 113.6                            | 77.8                             | 54.6                             | 43.3                             | 1,050.9                          |
| 可照百分比                       | 9                                | 9                                | 15                               | 23                               | 25                               | 25                               | 41                               | 45                               | 31                               | 22                               | 17                               | 13                               | 24                               |
| 来源：中国气象局                 |                                  |                                  |                                  |                                  |                                  |                                  |                                  |                                  |                                  |                                  |                                  |                                  |                                  |

## 政治

### 现任领导
| 机构     | · 中国共产党 · 遵义市委员会 | 遵义市人民代表大会 常务委员会 | 遵义市人民政府    | · 中国人民政治协商会议 · 遵义市委员会 |
| 职务     | 书记                        | 主任                          | 市长              | 主席                                  |
| -------- | --------------------------- | ----------------------------- | ----------------- | ------------------------------------- |
| 姓名     | 李睿                        | 何薇（女）                    | 黄伟              | 汪海波                                |
| 民族     | 汉族                        | 汉族                          | 汉族              | 苗族                                  |
| 籍贯     | 山西省汾阳市                |                               | 贵州省贵阳市      | 贵州省思南县                          |
| 出生日期 | 1967年10月（57歲）          | 1968年12月（56歲）            | 1972年1月（53歲） | 1970年9月（54歲）                     |
| 就任日期 | 2022年6月                   | 2022年1月                     | 2019年10月        | 2022年1月                             |

### 历任领导
| 市委书记 - 董大明（1997年10月－2001年9月） - 傅传耀（2001年9月－2008年5月） - 慕德贵（2008年5月－2011年2月） - 喻红秋（2011年3月－2012年7月） - 廖少华（2012年7月－2013年10月） - 王晓光（2013年11月－2017年5月） - 龙长春（2017年5月－2019年8月） - 魏树旺（2019年8月－2022年6月） - 李睿（2022年6月－） | 市长 - 傅传耀（1997年10月－2001年9月） - 卢守祥（2001年9月－2006年11月） - 慕德贵（2006年11月－2008年5月） - 王晓光（2008年5月－2011年9月） - 王秉清（2011年9月－2015年2月） - 魏树旺（2015年5月－2019年10月） - 黄伟（2019年10月－） |

### 行政区划

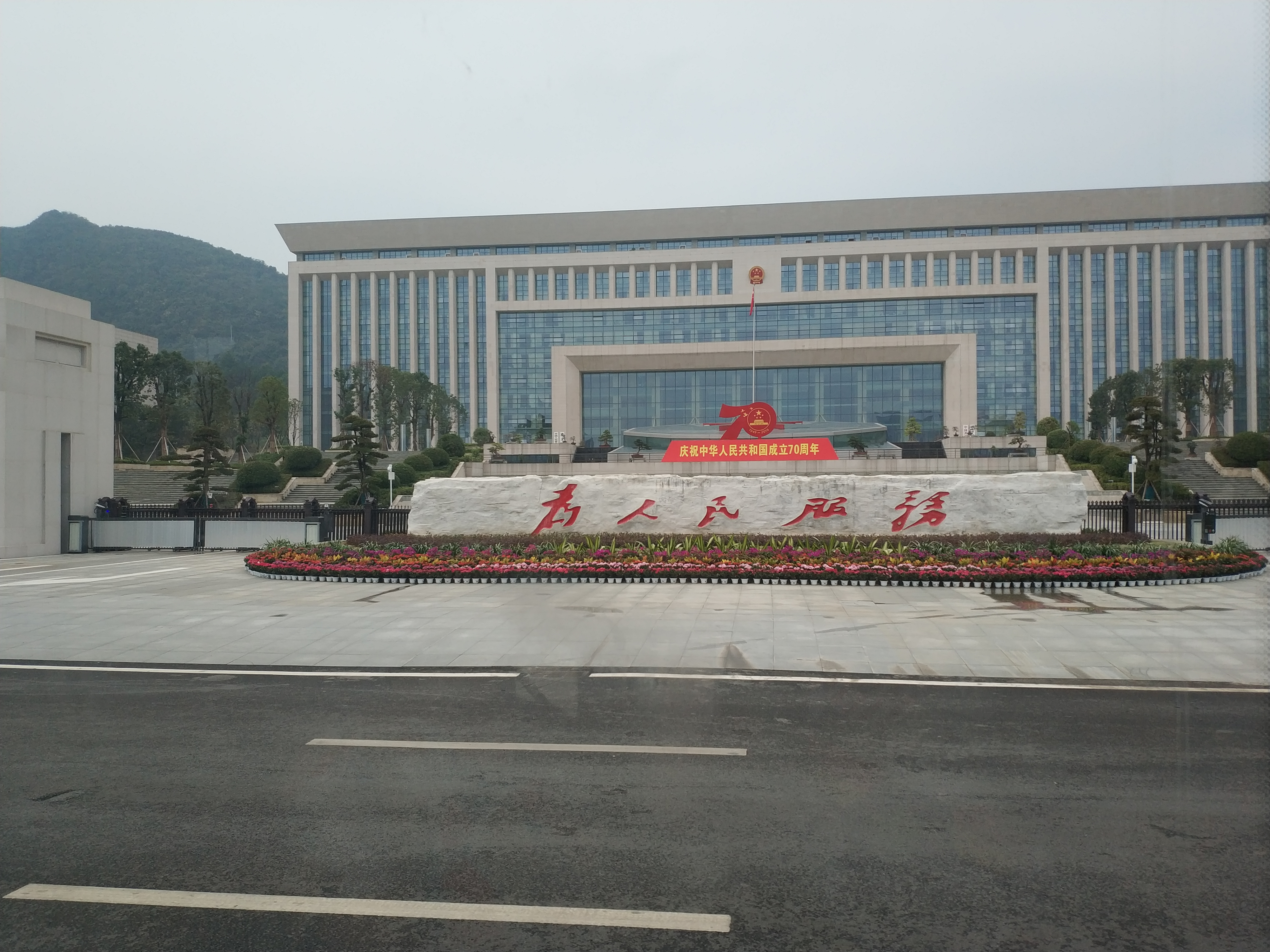
位于贵州省遵义市新蒲新区的市政府大楼

遵义市下辖3个市辖区、7个县、2个自治县，代管2个县级市。市人民政府驻地新蒲新区。
- 市辖区：红花岗区、汇川区、播州区
- 县级市：赤水市、仁怀市
- 县：桐梓县、绥阳县、正安县、凤冈县、湄潭县、余庆县、习水县
- 自治县：道真仡佬族苗族自治县、务川仡佬族苗族自治县

新蒲新区是遵义市设立的行政管理区，新区管委会代管新蒲镇、新舟镇、虾子镇、永乐镇、三渡镇和喇叭镇。汇川区与国家级遵义经济技术开发区实行“一个机构多块牌子”的管理模式。

## 人口
根据2020年第七次全国人口普查，全市常住人口为6,606,675人。同第六次全国人口普查的6,127,082人相比，十年共增加了479,593人，增长7.83%，年平均增长率为0.76%。其中，男性人口为3,341,799人，占总人口的50.58%；女性人口为3,264,876人，占总人口的49.42%。总人口性别比（以女性为100）为102.36。0－14岁的人口为1,474,357人，占总人口的22.32%；15－59岁的人口为4,005,793人，占总人口的60.63%；60岁及以上的人口为1,126,525人，占总人口的17.05%，其中65岁及以上的人口为886,482人，占总人口的13.42%。居住在城镇的人口为3,745,222人，占总人口的56.69%；居住在乡村的人口为2,861,453人，占总人口的43.31%。

### 民族
遵义市下属2个少数民族自治县：分别是道真仡佬族苗族自治县、务川仡佬族苗族自治县，相比贵州省其他地市，遵义市少数民族人口比例少于贵州其他地市。全市常住人口中，汉族人口为5,825,075人，占88.17%；各少数民族人口为781,600人，占11.83%。与2010年第六次全国人口普查相比，汉族人口增加374,943人，增长6.88%，占总人口比例下降0.78个百分点；各少数民族人口增加104,650人，增长15.46%，占总人口比例增加0.78个百分点。其中，仡佬族人口增加10,178人，增长3.42%，占总人口比例下降0.2个百分点；苗族人口增加25,568人，增长9.77%，占总人口比例增加0.08个百分点；土家族人口增加21,859人，增长23.22%，占总人口比例增加0.22个百分点。
| 民族名称                | 汉族      | 仡佬族  | 苗族    | 土家族  | 布依族 | 侗族   | 彝族  | 未定族称人口 | 仫佬族 | 壮族  | 其他民族 |
| ----------------------- | --------- | ------- | ------- | ------- | ------ | ------ | ----- | ------------ | ------ | ----- | -------- |
| 人口数                  | 5,825,075 | 308,142 | 287,241 | 116,013 | 17,615 | 15,549 | 9,824 | 4,919        | 4,626  | 3,895 | 13,776   |
| 占总人口比例（%）       | 88.17     | 4.66    | 4.35    | 1.76    | 0.27   | 0.24   | 0.15  | 0.07         | 0.07   | 0.06  | 0.21     |
| 占少数民族人口比例（%） | －        | 39.42   | 36.75   | 14.84   | 2.25   | 1.99   | 1.26  | 0.63         | 0.59   | 0.50  | 1.76     |

## 经济

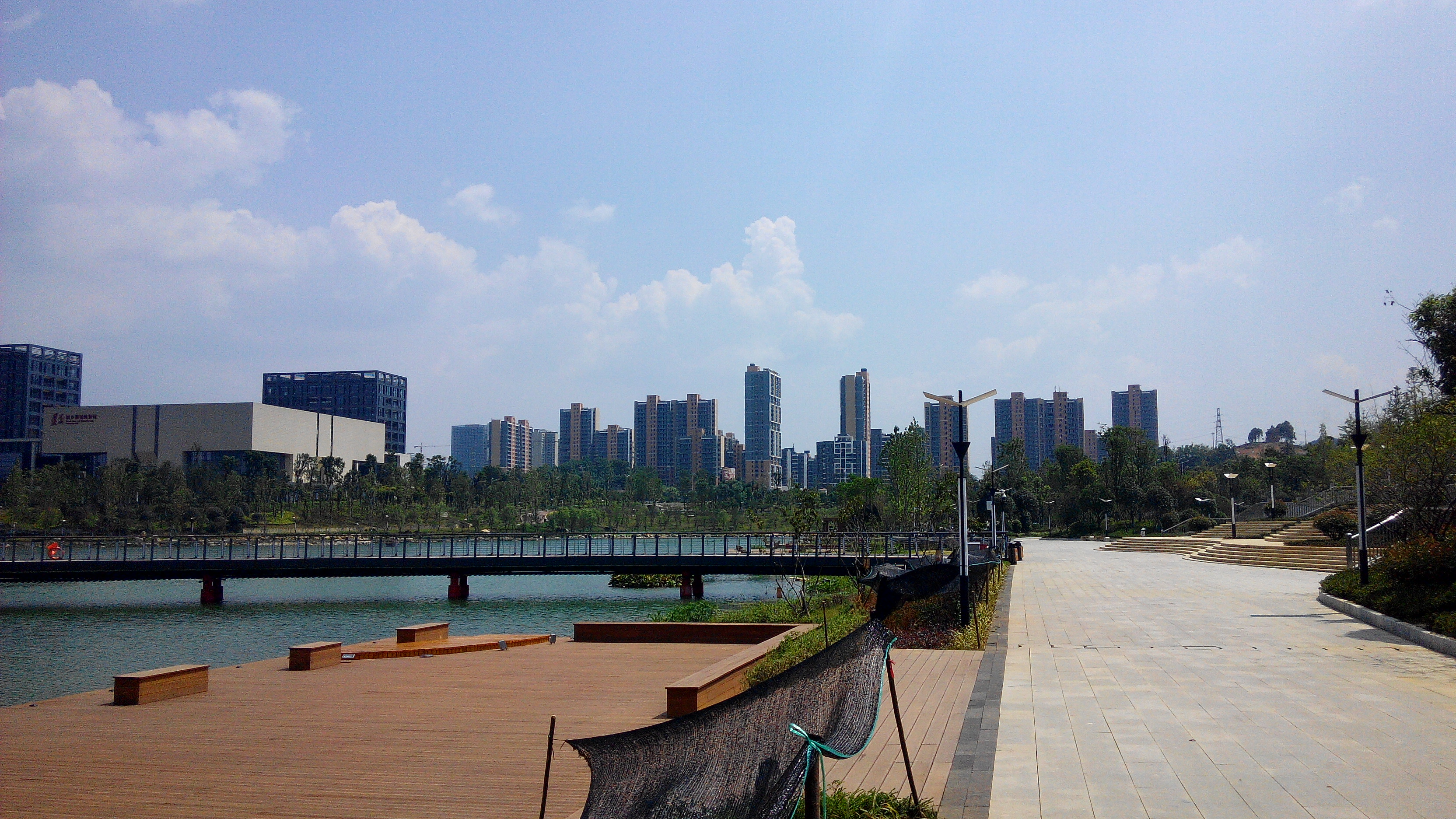
新蒲新区新蒲街道

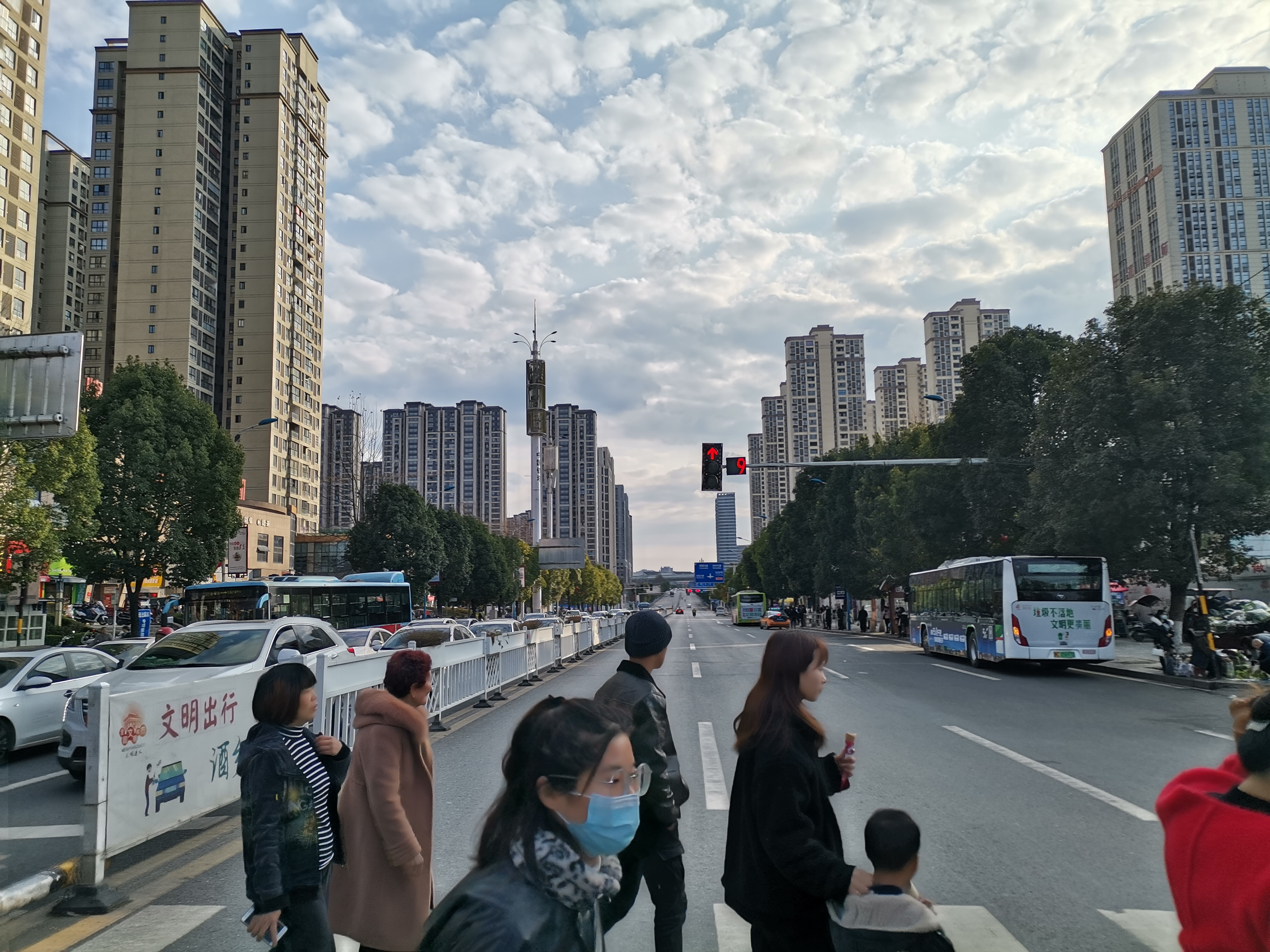
2012年，随着新蒲新区的成立，遵义市发展重心逐渐移至该区

2022年遵义GDP为4401.26亿元人民币，西南地区地级市GDP排名第一，经济总量仅次于省会贵阳市，为全省第二。遵义长期的发展目标是积极融入1小时重庆的经济圈，一小时贵阳经济圈，积极利用在重庆、贵阳之间的纽带优势，发展生态农业和旅游业。遵义经济产业主要有工业，白酒，烟草制业，茶叶，旅游业，机械工业，消费以及房地产为主，其中白酒产业特别有名，贵州茅台酒就出自遵义下属仁怀市茅台镇。此外，茶叶种植也有一些名气。随着交通基础设施的完善，目前已被国家划入黔中城市群，融入成渝-黔中经济走廊，遵义为中西部发展较好的地级市，经济总量有一定的规模。

## 交通

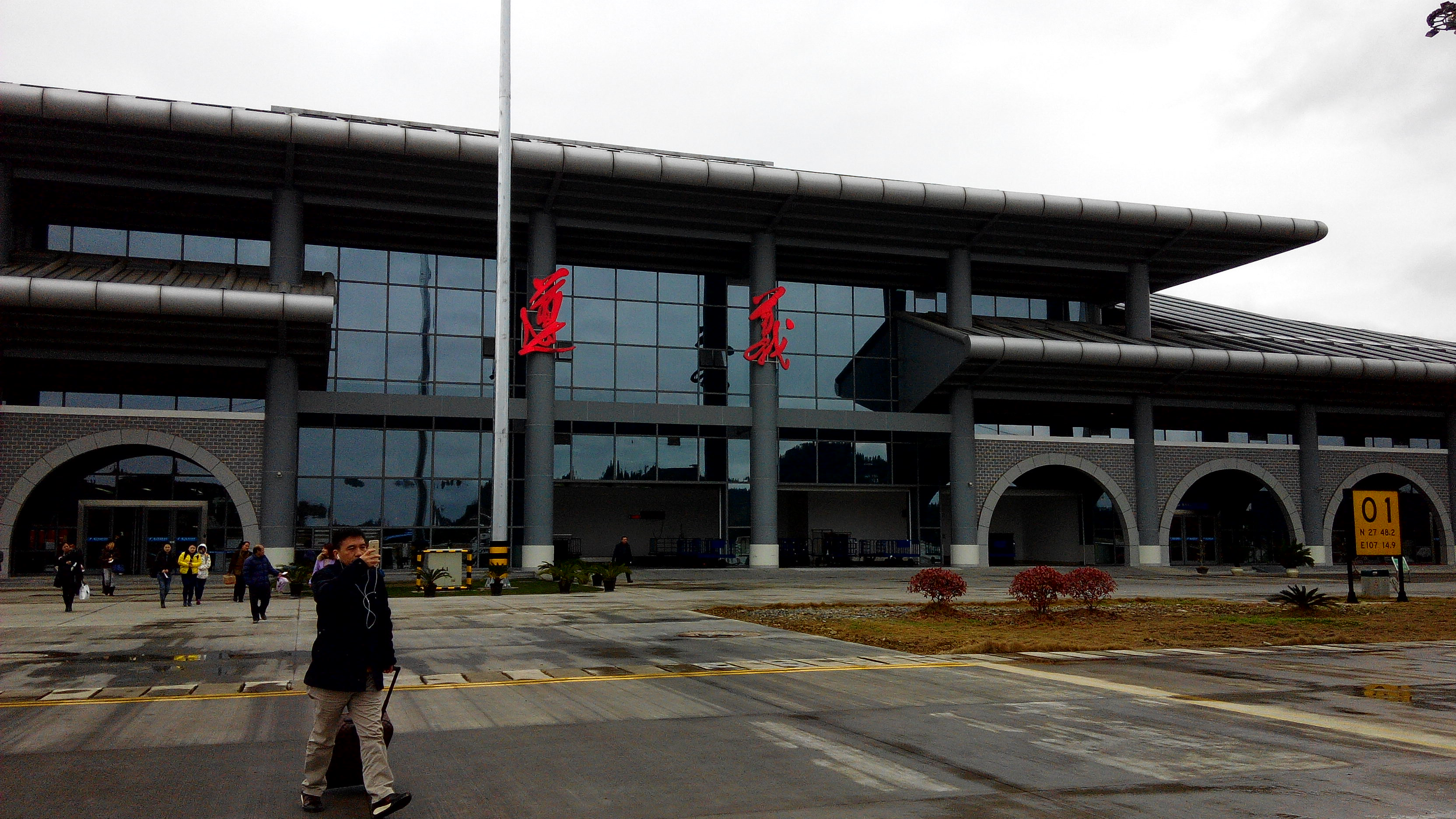
遵义新舟机场

### 公路

#### 高速公路
遵义市拥有四通八达的高速公路网， 杭瑞高速、 兰海高速分别从市区西部和南部穿过，市区东北部有 务遵高速绥遵高速公路，可前往绥阳县城，播州区为 蓉遵高速的起点，可直达赤水市、泸州市等地，另外还有 遵义绕城高速遵义一环环绕城区， 银百高速道真至瓮安段自北向南穿过市辖区东部的道真、正安、绥阳、湄潭、余庆，以及 印习高速德习高速公路已完工的务川至正安段。2015年底，贵州实现88个县通高速公路，遵义下属的每一个县城都通了高速公路。

#### 市区公路
市区内有 326国道、 210国道两条重要干线，另外还有南北向道路共青大道、遵南大道、湘江大道、和平大道、苟江大道、汇川大道将汇川区、红花岗区、播州区及沿线市镇连接在一起，以及兴遵大道、长新大道、平安大道、新龙大道、东联二线将旧城区与新蒲镇新开发区相联系。

#### 公交
遵义市区有四通八达的公交网络，目前遵义公共交通有限责任公司经营有51条线路联络红花岗区、汇川区、播州区内各地点。市辖区内各县级行政区大多有各自的公交网络（例如赤水市）。各县亦设有客运站，每天有定点班车在各县之间、县城与市区之间行驶。

#### 长途客车
遵义市内茅草铺、春天堡、忠庄镇、高桥镇、长征街道设有长途客运站，可前往省内各市及周边各省。另外各县也设有客运站，除有前往市区的定点班车外，也有前往周边地区的客运班车。

### 铁路

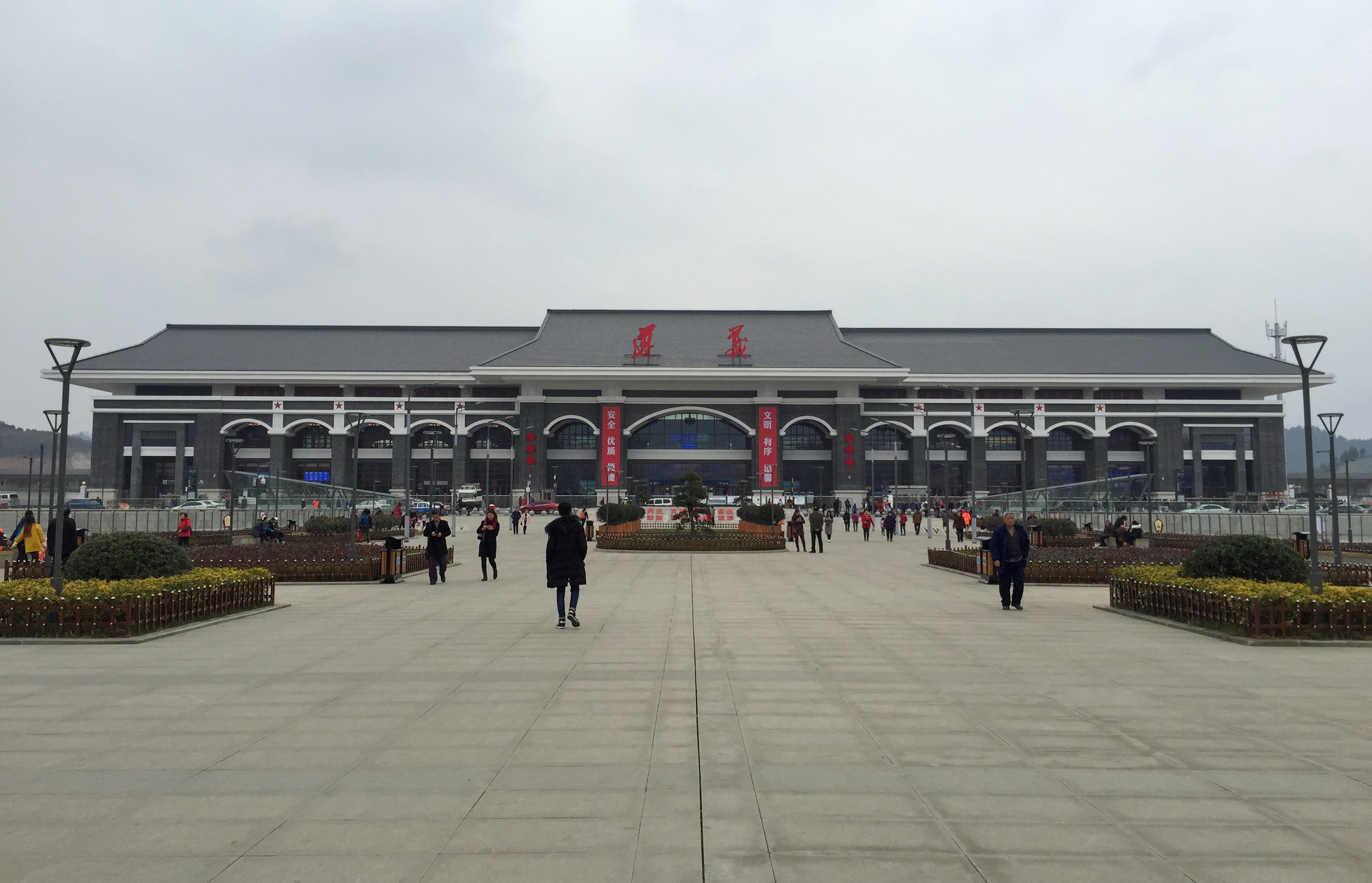
渝贵铁路遵义站

遵义原有川黔鐵路从城区东面经过，并设遵义西站，另外有南关镇站（原遵义南站）、遵义北站两个货运站。由于地處云貴高原，鐵路复线建設工程複雜，重慶經遵義到貴陽的鐵路至今還是單線鐵路。

### 高速铁路
高速铁路（时速200km/h）渝贵铁路在遵义设新遵义站和遵义南站（原苟江站），於2018年1月25日正式通车，遵义开始接入中国国家高铁网。该铁路可通行高铁和动车以及快速货运列车，遵义到重庆和贵阳均可在一小时内到达，成都3小时内到达，广州六小时内到达，大大提升了遵义的火车出行效率。
规划中还将建设遵义至四川泸州的泸遵高铁，以及重庆到贵阳经遵义的渝贵高铁（时速350km/h），后者勘察设计招标已启动。

### 航空
遵义为中国地级市中较少拥有两个机场的城市，遵义新舟机场位于中心城区东部35公里，已于2012年8月28日通航，2019年吞吐量已超220万人次，现已开通北京、上海、广州、西安、三亚、昆明、杭州等地直飞航班。位于遵义下属仁怀市茅台镇的遵义茅台机场则于2017年10月31日通航，2019机场吞吐量为165万人次。

## 旅游资源

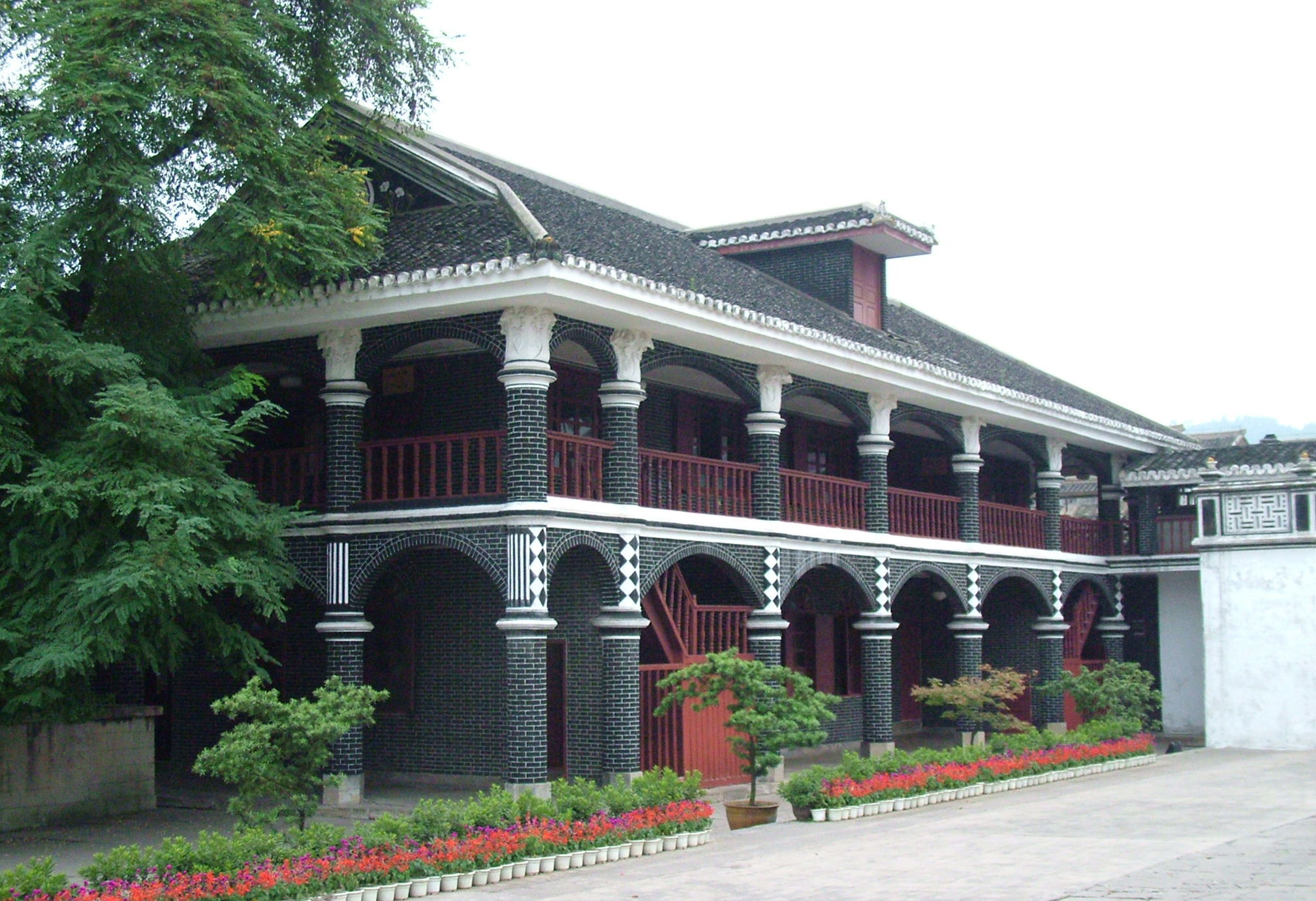
遵义会议会址

遵義主打紅色旅游牌，遵義會議會址，四渡赤水等。
2010年8月2日，经过联合国世界遗产委员会在巴西召开的第34届世界遗产大会审议，贵州赤水与福建泰宁、湖南崀山、广东丹霞山、江西龙虎山和浙江江郎山捆绑作为中国丹霞列入《世界遗产名录》。

### 全国重点文物保护单位
- 遵义会议会址
- 杨粲墓
- 海龙屯
- 湄潭浙江大学旧址
- 务川大坪墓群
- 复兴江西会馆
- 尚稽陈玉璧祠
- 茅台酒酿酒工业遗产群

## 生活形態
遵義生活形態類似成都重慶貴陽等地，喜好吃喝玩樂，酒吧，夜市，小吃等較豐富。城市生活節奏較慢。遵义市区规模不大，但五脏俱全，购物、美食、娱乐等生活配套设施一应俱全，星巴克、沃尔玛、北京华联、百盛、肯德基等国际连锁品牌已进驻遵义。
遵义市訂有全國最嚴的「文明城市」處罰條規，也是首次全國內有明文法規定群眾禮節性處罰，包含吐痰、口香糖、噪音、廣場舞、寵物等眾多行為有罰款規則，許多借鑑新加坡的法律，桥梁、人行天桥、地下通道等處的擺攤販賣行為規定極嚴。

## 教育 、媒体

### 教育

#### 高等院校
- 遵义医科大学
- 遵义师范学院（正申请更名为遵义大学[19]）
- 贵州航天职业技术学院
- 遵义职业技术学院
- 遵义医药高等专科学校

#### 中学
| - 遵义一中 - 遵义二中 - 遵义三中 - 遵义四中 - 遵义五中 - 遵义六中 - 遵义七中 - 遵义八中 - 遵义九中 - 遵义十中 | - 遵义十一中 - 遵义十二中 - 遵义十三中 - 遵义十四中 - 遵义十五中 - 遵义十六中 - 遵义十七中 - 遵义十八中 - 遵义市航天中学 - 遵义市南白中学 |

### 媒體
- 遵義广播電台下属
  - 新聞綜合頻率 FM89.8
  - 交通文藝頻率 FM94.1
  - 旅遊生活頻率 FM102.8

- 遵義電視台下屬3個頻道

新闻综合频道 都市频道 公共频道
- 遵義晚報

## 友好城市
- 中华人民共和国延安市
- 中华人民共和国保定市
- 中华人民共和国宜宾市
- 中华人民共和国上饶市
- 美国纽瓦克市
- 美国萨拉索塔市

## 特产

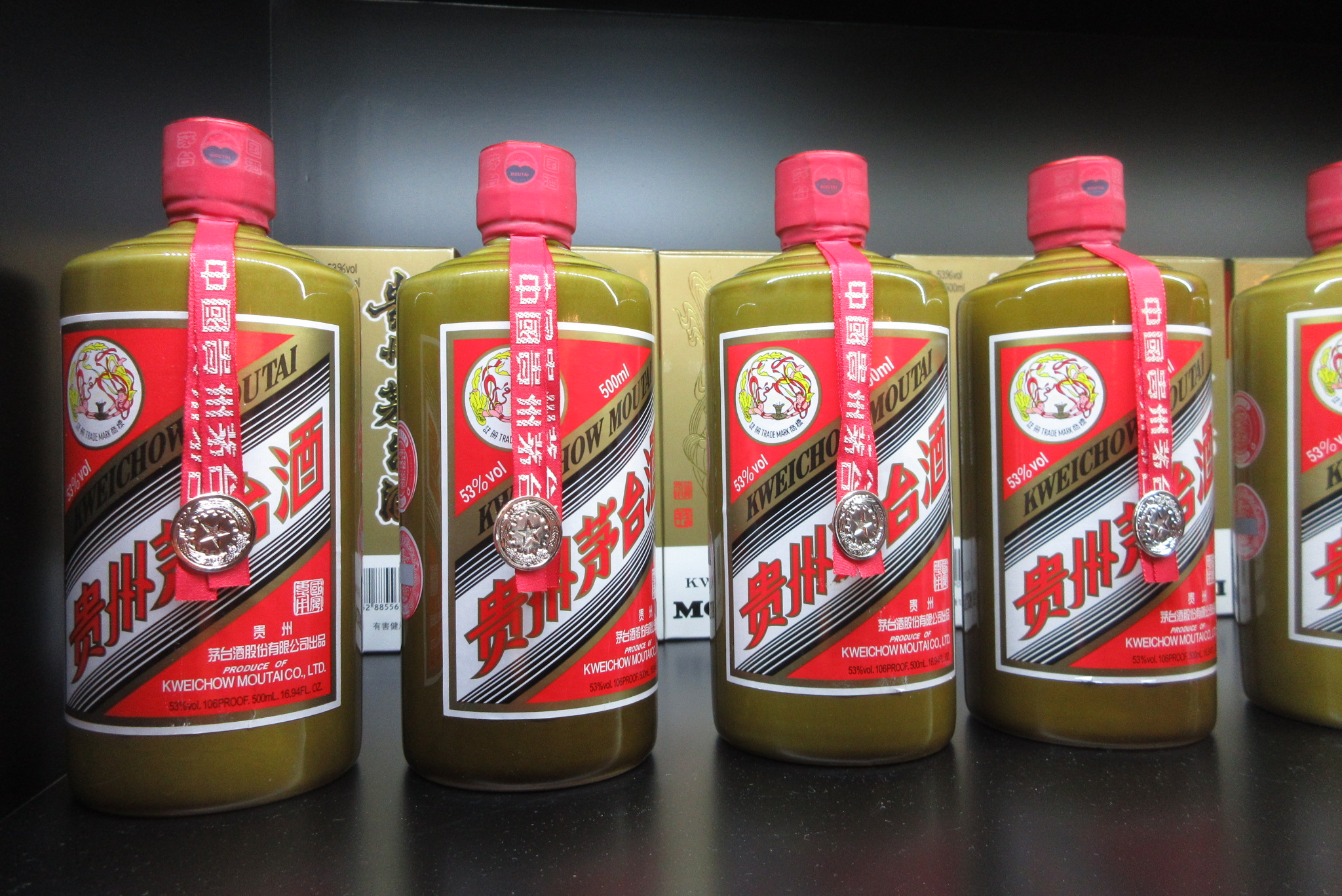
茅台酒

中国国酒茅台生产基地就坐落在遵义市茅台镇。主要有茅台酒、习酒、珍酒、董酒、鸭溪大曲。药材有杜仲，天麻。

### 特色小吃

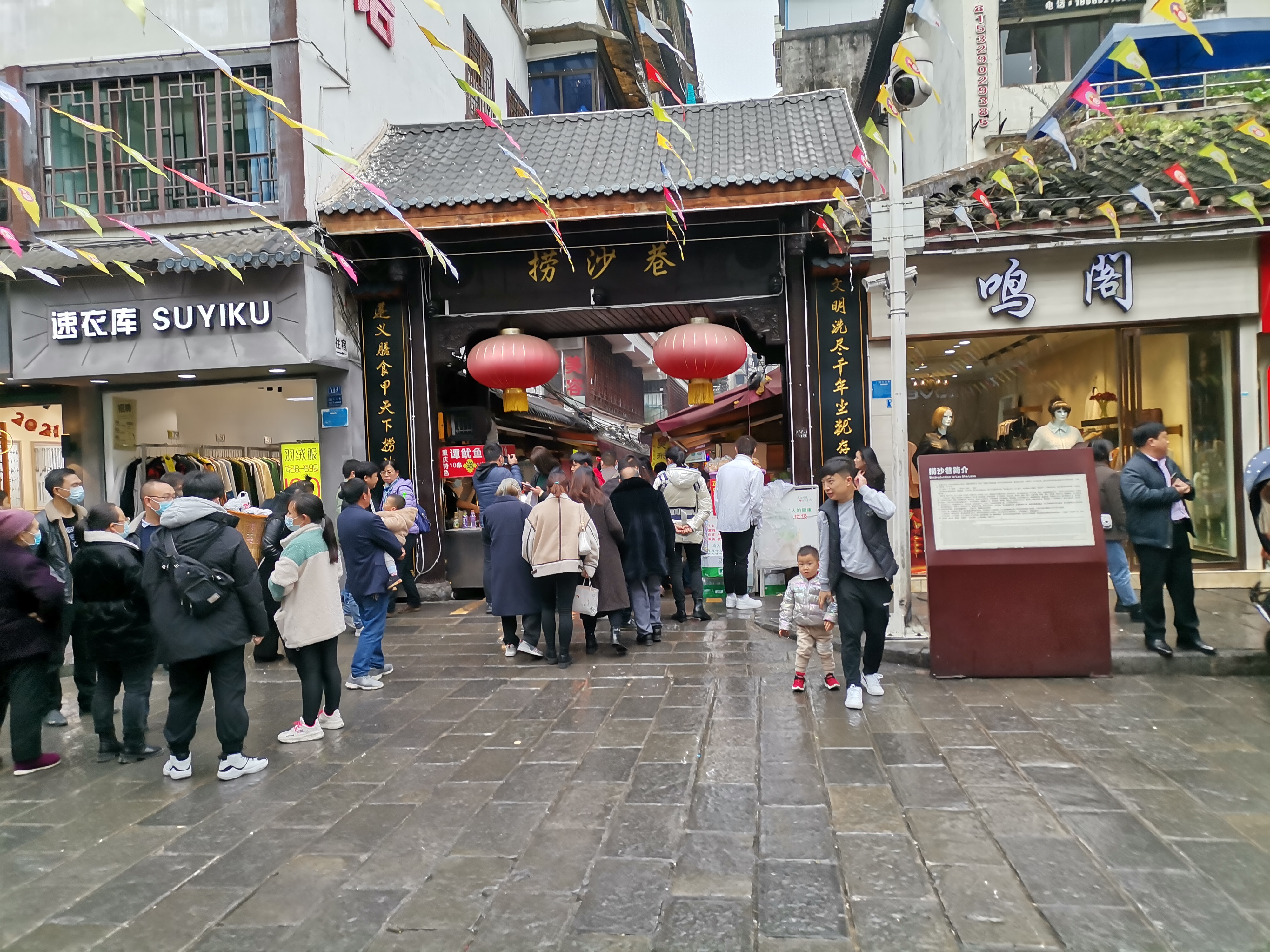
捞沙巷，遵义小吃的象征之一

| - 羊肉粉 - 豆花面 - 刘二妈米皮 - 肖二孃猪腿肉片粉 - 恋爱豆腐果 - 遵义鸡蛋糕 - 炒洋芋 - 鸭溪凉粉 - 南白黄糕粑 - 习水豆腐皮 - 余庆剔骨鸭 - 乌江豆腐鲢鱼 - 乌江无骨辣鸡米皮 - 板桥豆腐干 - 和尚米皮 - 牙签肉 - 绿豆粉 - 蛋裹辉煌 - 十六中糯米饭 |